# Oblężenie Corinthu
Oblężenie Corinthu (czasami również I bitwa o Corinth) – jedna z bitew wojny secesyjnej stoczona w okresie pomiędzy 29 kwietnia a 30 maja 1862 roku wokół miasta Corinth w stanie Missisipi, które posiadało strategiczne znaczenie jako miejsce, gdzie krzyżowały się dwie ważne linie kolejowe – Mobile-Ohio i Memphis-Charleston. Oblężenie zakończyło się wycofaniem konfederatów. Wojska Unii pod dowództwem Henry’ego Hallecka przejęły kontrolę nad miastem, które stało się bazą wypadową do kampanii mającej na celu opanowanie doliny rzeki Missisipi, a zwłaszcza ufortyfikowanego punktu konfederackiego oporu, jakim był Vicksburg.

## Przebieg działań
Po zwycięstwie w bitwie pod Shiloh, generał-major Henry W. Halleck zorganizował  Grupę Armii w składzie – Armia Tennessee (Sherman), Armia Ohio (Buell) i Armia Missisipi (Pope) – celem zdobycia ważnego węzła kolejowego w mieście Corinth w stanie Missisipi, dokąd, po utracie fortów Henry i Donelson, wycofały się wojska CSA dowodzone przez gen.-mjra Pierre’a G.T. Beauregarda. Miasto przed atakiem osłaniały jeszcze tylko fortyfikacje Wyspy Nr 10 na Missisipi.
Jednak Halleck, obawiając się podobnie wielkich strat jak pod Shiloh, podjął bardzo ostrożnie działania ofensywne, umacniając swe pozycje po każdym niemal kolejnym kroku (niektórzy historycy porównywali to do ruchu lodowca). W końcu po pokonaniu ośmiu kilometrów w trzy tygodnie, dotarł do miejsca, z którego mógł rozpocząć działania oblężnicze. Tymczasem sytuacja przeciwnika była nie do pozazdroszczenia – Beauregard miał siły dwukrotnie mniejsze od przeciwnika, morale w szeregach było niskie jak nigdy dotąd, z powodu braku czystej wody szerzyły się choroby przewodu pokarmowego (dyzenteria i dur brzuszny). Choroby te wyeliminowały z szeregów armii kilka tysięcy żołnierzy, niemal tylu, ilu zginęło podczas krwawej bitwy o Shiloh. Podczas narady sztabowej oficerowie konfederaccy uznali, że w tej sytuacji nie będą w stanie obronić ani miasta, ani węzła kolejowego.
Najbardziej zdecydowanym oficerem w Grupie Armii Hallecka był gen.-mjr John Pope, dowódca lewego skrzydła, który już 3 maja wyrwał się do przodu i zajął miasteczko Farmington odległe kilka kilometrów od Corinthu. Halleck, zamiast ruszyć w ślad za nim centrum dowodzone przez gen.-mjra Don Carlosa Buella, kazał Pope’owi wycofać się i zrównać z Buellem. Widząc zamęt w szeregach nieprzyjaciół Beauregard kazał 9 maja zaatakować najbardziej wysunięte oddziały Pope’a. Pope’owi udało się cofnąć i dołączyć do Buella, choć atakujący go gen.-mjr Earl Van Dorn (CSA) miał 25 000 ludzi, a on tylko 12 000.
Podczas „ustawiania się” wojsk Hallecka naprzeciw Corinthu doszło do kolejnego starcia z inicjatywy Williama Shermana, który zaproponował uderzenie na umocnioną pozycję konfederatów (dowódca gen.-bryg. James Chalmers) wokół stojącego na wzniesieniu Domu Russella. Po rozmowie z Halleckiem Sherman rzucił 17 maja do ataku oddziały płk. Morgana Smitha i gen.-bryg. Jamesa Denvera z dywizją gen.-mjra Stephena Hurlbuta w rezerwie. Gdy kompanie lekkiej piechoty (ang. skirmishers) przekroczyły groblę i mostek przed Domem Russella, a zwłaszcza gdy podciągnięto działa, opór żołnierzy Chalmersa, którzy próbowali ostrzeliwać się z wnętrza budynku, nie trwał już długo. Chalmers wycofał się za Philips Creek, a brygada Morgana Smitha zajęła wzgórze, skąd – jak powiedział później Sherman – słychać było bębny w obozie przeciwnika. Tego samego dnia dywizja Shermana wypchnęła konfederatów z pozycji strzegącej skrzyżowania linii kolejowych nad Bridge Creek, zostawiając konfederatom wolną jeszcze linię biegnącą na południe, ku Mobile.
21 maja gen.-mjr William „Bull” Nelson dokonał rozpoznania bojem konfederackich pozycji wzdłuż Bridge Creek w pobliżu farmy wdowy Surratt. Z okopów wyszły dwa regimenty piechoty z Kentucky, jednak ostrzał konfederatów zmusił je do odwrotu, ale po wprowadzeniu do walki artylerii i kawalerii przeciwnik musiał opuścić swe stanowiska i wycofać się na drugi brzeg potoku przepływającego za zabudowaniami farmy. Generałowi Buellowi opanowanie tego terenu zajęło cały następny tydzień, bowiem konfederacka piechota broniła się zażarcie. Dopiero 27 maja Buell ruszył rezerwową dywizję gen.-mjra Alexandra McCooka z rozkazem zajęcia wzgórza jako punktu wypadowego do ataku na Corinth. McCook ustawił swe siły w dwie linie (w pierwszej obok siebie brygady Lovella Rousseau i Richarda W. Johnsona, za nimi odpowiednio Roberta McCooka i Fredericka Stumbaugha) mając nadzieję zdobyć przedmiot natarcia masą idącej do ataku piechoty. Doszło do intensywnej wymiany strzałów, ale ostatecznie wzgórze zostało zdobyte bez większych trudności. Wojska McCooka okopały się na nowej pozycji i wciągnęły działa oblężnicze, które natychmiast rozpoczęły ostrzał konfederatów w mieście. Artyleria Beauregarda odpowiedziała, ale jej ogień był nieskuteczny.
Beauregard zdawał sobie sprawę z trudnego położenia, chciał jednak ocalić swą armię; nie tylko ludzi, ale również artylerię i zapasy. Posłużył się więc podstępem. Części żołnierzy wydano trzydniowe racje żywnościowe i kazano przygotować się do ataku. Tak jak przewidywał wiadomość szybko przedostała się na drugą stronę frontu. Unijna artyleria rozpoczęła ostrzał, a wojska w pośpiechu obsadzały pozycje. W nocy na 29 maja armia konfederatów zaczęła odwrót. Do przewiezienia chorych, rannych, artylerii i ton zapasów wykorzystano linię kolejową Mobile-Ohio. Gdy nadjeżdżały kursujące tam i z powrotem pociągi żołnierze wznosili okrzyki, jakby witali przybywające posiłki. Na przygotowanych stanowiskach ustawiono drewniane imitacje dział, ogniska obozowe płonęły, a w ciemnościach rozlegały się dźwięki trąbek i dudnienie bębnów. Tymczasem wojsko niezauważenie opuszczało obóz wycofując się do Tupelo. Rano 30 maja wkraczające do Corinthu patrole Armii Unii stwierdziły, że miasto zostało opuszczone, nie tylko przez wojsko, ale także przez mieszkańców.
Przejęcie Corinthu przez wojska unii zatrzymało dostawy do Fortu Pillow, który upadł 4 dni później 4 czerwca 1862.